# 993

## Události
- 14. ledna – vysvěcení benediktinského Břevnovského kláštera, prvního mužského kláštera v Čechách. Nejstarší zmínka o obcích Děčín, Vejprnice (okres Plzeň-sever) s původním názvem Ojprnice a Libčice nad Vltavou (okres Praha-západ) jako částech jeho majetku.

- Objevuje se první zmínka o obci Hrdly (tehdy Heridel), (okr. Litoměřice) která patří mezi nejstarší písemně doložená sídla v ČR.

## Úmrtí
- 13. března – Hodo I. z Lausitz, markrabě saské Východní marky (* cca 930)
- 19. října – Konrád Burgundský

## Hlavy států
- České knížectví – Boleslav II.
- Papež – Jan XV.
- Svatá říše římská – Ota III. (regentka Adéla Burgundská)
- Anglické království – Ethelred II.
- Skotské království – Kenneth II.
- Polské knížectví – Boleslav I. Chrabrý
- Západofranská říše / Francouzské království – Hugo Kapet
- Uherské království – Gejza
- První bulharská říše – Roman I. Bulharský
- Byzanc – Basileios II. Bulharobijce